# Konev

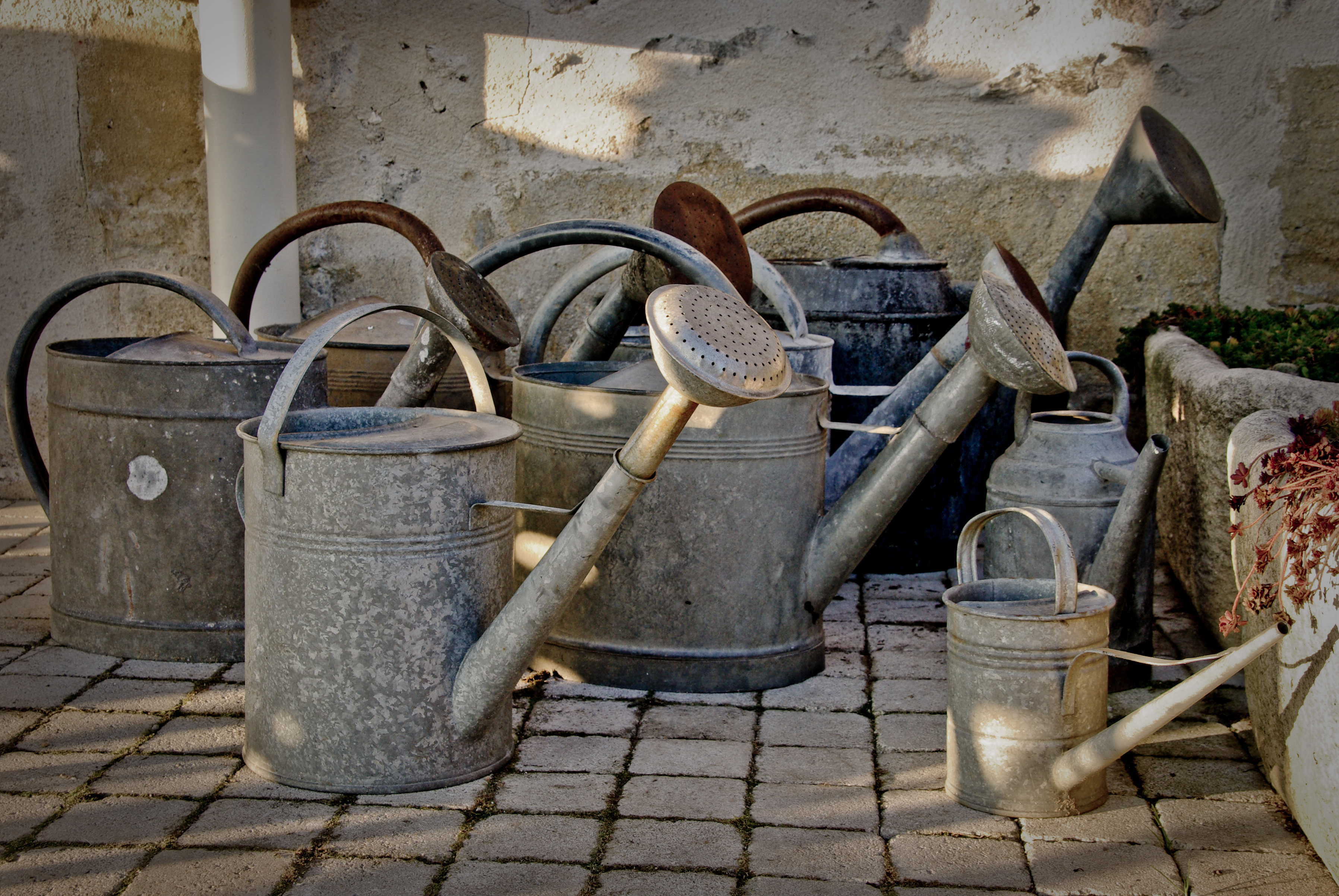
Plechové zahradní konve s kropítky

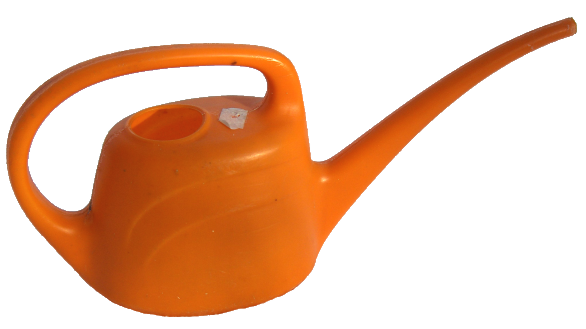
Plastová domácí konvička s jedním držadlem bez kropítka

Konev (moravsky konva, v jihozápadních Čechách kropáč) je zahradnická a zahrádkářská nádoba, která je určena pro ruční zalévání rostlin na zahradě. V domácnosti se také běžně používají konvičky v menším provedení pro ruční zalévání pokojových rostlin, existují i malé konvičky, které slouží jako dětská hračka, kdy děti mohou pomáhat dospělým zalévat rostliny nebo si jen hrát na zahradníky. V minulosti se název konev používal i pro jiné velké nádoby, například šlo o nádoby určené pro svoz mléka z kravínů do mlékáren.
Konev má obvykle válcovitý nebo oválný tvar a je obvykle vyrobena z plechu nebo plastu. Klasická zahradnická plechová konev bývá opatřena jedním nebo dvěma držadly. Pokud má dvě držadla, pak jedno horní příčné je určeno pro přenášení nádoby ve svislé poloze, druhé boční podélné držadlo je určeno pro úchop rukou při zalévání rostlin. Na opačné straně oproti bočnímu držadlu je ode dna nádoby instalována šikmá zalévací hubice (obvykle rovná kónická trubice), která může (ale nutně nemusí) být opatřena odnímatelnou nebo i pevnou rozprašovací koncovkou zvanou kropítko. Horní část nádoby je z poloviny zakryta na straně u hubice, otvor pro nalévání vody se nachází na straně bočního držadla.

## Poznámka
Kromě zahradnictví a zahrádkaření se konev dá použít i při jiné lidské činnosti pro ruční transport vody například ve stavebnictví i jinde. Menší konvičky se dají výhodně použít například při dolévání provozních kapalin do spalovacích motorů (například chladicí vody do chladiče) nebo při doplňování lamp na tekutá paliva, například pro dolévaní petroleje do petrolejové lampy apod.